# 斯佳丽·奥哈拉
凯蒂·斯佳丽·奥哈拉，又译郝思嘉，是玛格丽特·米切尔1936年小说《飘》和1939年改编电影《乱世佳人》的女主角。她还是1970年音乐剧《斯佳丽》和1991年小说续集《斯佳丽》的女主角，1994年被改编成电视系列剧。小说的初稿中，米切尔提到女主角名字为潘西（Pansy），直到出版时才改为斯佳丽（Scarlett）。